# Pascal Kinduelo
Pascal Kinduelo Lumbu, est un entrepreneur de la République démocratique du Congo, il fait sa carrière dans le monde des affaires et le milieu bancaire, surnommé l’argentier de la république, ,. Il est, actuellement, le Président du Bureau provisoire du Sénat de la République démocratique du Congo.   

## Biographie
Pascal Kinduelo lumbu est né en septembre 1938, il est originaire du Kongo-Central. Il fait ses études primaires à l'institut du Kasai de Kinshasa, très jeune il se lance dans les affaires, étant tout d'abord changeur de monnaie selon la volonté politique de Mobutu Sese Seko de faire naitre une nouvelle classe d’entrepreneurs, Pascal Kinduelo lance Kilou Olivetti, alaska,...       
Pascal Kinduelo Lumbu se fait démarquer en créant la Banque Internationale de Crédit BIC, il en assume la présidence du conseil d'administration de la BGFI Bank RDC, il assume aussi le poste d'administrateur de Barclays Bank, et comme président de l'association des banques, administrateur de la Bracongo, ainsi que délégué chez Safricas Congo.       
Par sa politique managériale, la société Vodacom Congo est relevée de 2001 à 2006, étant l'un des cofondateurs de Vodacom Congo .      
En 2008, il crée la société Sud Oïl, une société de distribution de pétrole qui possède un réseau de sept stations service, en 2011 il vend ces stations service .         
Le 24 mars 2011 il est nommé Président de la Commission nationale des Sages du comité de la Fédération des Entreprises FEC du Congo, une association sans but lucratif. En juin 2014, il crée la société Kwanza capital et se voit rapidement attribuer le statut d'institution spécialisée, en 2016 la banque centrale BCC publie un rapport annuel selon laquelle la société Kwanza capital est la seule à avoir ce statut, il est classé en cinquième position parmi les hommes le plus riche de la République démocratique du Congo .

### Carrière politique
Le 29 avril, 2024 Pascal Kiduelo est élu Sénateur de la province du Congo central avec six voix pour le compte de l'UDPS/tshisekedi. Et mardi 14 mai pour la toute première séance plénière de la session extraordinaire inaugurale de la 4e législature, il est placé au bureau provisoire du sénat étant le doyen d'âge,.

## Récompenses et distinctions
- 2015: le 30 janvier 2015 Pascal kinduelo Lumbu reçoit à l'Université protestante au Congo le diplôme honoris causa pour son travail et sa disponibilité à créer des emplois en faveur des congolais[11].
- 2022: le 20 septembre à New york, Pascal Kinduelo Lumbu reçoit du Magazine Forbes, le prix best of africa pour avoir consacré toute sa vie à l'entreprenariat en RDC en innovant dans plusieurs secteurs[5],[4].